# Distretto di Huantán
Il distretto di Huantán è uno dei trentatré distretti della provincia di Yauyos, in Perù. Si trova nella regione di Lima e si estende su una superficie di 516,35 chilometri quadrati.
Istituito il 2 gennaio 1857, ha per capitale la città di Huantán.